# Antiverlichting
Antiverlichting is de verzamelnaam voor ideologische bewegingen tegen de Verlichting. Het is een geschiedkundig, filosofisch en ook polemisch begrip, dat net als de Verlichting zelf een meerduidige inhoud heeft omdat het van in het begin vorm kreeg in een complex spel van positionering en polarisering. Er waren conservatieven die particuliere en nationale tradities tegenover het verlichte universalisme stelden, maar evenzeer was er een antiverlicht internationalisme. Sommige antiverlichte denkers waren puur reactionair terwijl anderen een alternatieve moderniteit voorstonden. Religie was in beide kampen aanwezig, zij het veel minder sterk in de radicale Verlichting en vaker gepaard met antirationalisme in de Antiverlichting. Zelfs het plaatsen van individuele figuren is niet zonder ambiguïteit: iemand als Rousseau was een cruciale figuur binnen de Verlichting en tegelijk een opposant; omgekeerd had de antirevolutionaire Burke ook emancipatoire ideeën. Bij het spreken over diverse fenomenen als Verlichting en Antiverlichting is het de uitdaging conceptuele verbanden te leggen zonder door te slaan in ahistorisch essentialisme.

## Term
De term 'antiverlichting' is een retrospectieve benaming. Enigszins vergelijkbaar is de 18e-eeuwse aanduiding Anti-philosophisme. In het Nederlands spreekt men ook van tegenverlichting en contraverlichting, al dan niet met nuances in betekenis. In het Engels is Counter-Enlightenment de dominante term, in het Frans anti-Lumières, in het Duits Gegen-Aufklärung (waarschijnlijk het oudste begrip, bedacht door Nietzsche rond 1877).

## Zienswijzen
De Britse filosoof Isaiah Berlin kwam in 1973 met een invloedrijk essay over de Counter-Enlightenment. Berlin zag als kern van de Verlichting dat wat waar, goed en schoon is voor alle mensen geldig kan worden aangetoond op grond van een objectieve methode. In antiverlichtingsdenkers als Vico, Herder, Hamann en De Maistre vond hij verdedigers van een tijds- en plaatsgebonden pluralisme, die zijn idee zouden ondersteunen dat culturen onderling niet vergelĳkbaar zijn ("incommensurable"). Daar de Verlichting voor Berlin mee aan de basis lag van het 20e-eeuwse totalitarisme, zag hij in de Contraverlichting een waardevolle, niet noodzakelijk conservatieve denktraditie.
De spanning tussen het particuliere en het universele staat ook centraal in de analyse van Sternhell, maar zijn conclusie is diametraal tegengesteld aan die van Berlin. In Vico, Herder en geestesverwanten ziet hij oppressieve denkers voor wie de gemeenschap primeert op het individu. Een tweede golf, gedragen door Carlyle, Renan en Taine, hield voor dat de beschaving tenonder ging aan democratie en materialisme. Hun nadruk op het unieke en verdelende verhindert volgens Sternhell werkelijke emancipatie en maakte de weg vrij voor een ontsporend nationalisme. Cultuurwetenschapper Ico Maly deelt deze zienswijze. Hij maakt een onderscheid tussen Counter-Enlightenment, die terug wilde naar het ancien régime, en Antiverlichting, waarvan het doel een andere moderniteit is, gebaseerd op organische, homogene naties die boven het individu staan.
De ideeënhistoricus Jonathan Israel schematiseert aan de hand van drie ideologische blokken: de gematigde hoofdstroom van de Verlichting (Voltaire, Locke...), de radicale voorhoede (Spinoza, Diderot...) en de Antiverlichting. De radicale Verlichting riep de grootste weerstand op omdat antiverlichters inzagen dat haar ideeën van rede, tolerantie en gelijkheid de gevestigde orde ondermijnden en zouden uitlopen op revolutie. De Antiverlichting bestreed deze esprit philosophique en zijn nieuwe waarden in naam van de traditionele orde, rustend op geloof en onderwerping aan autoriteit. Maar Israel toont evenzeer aan hoe fel de mainstream tekeer ging tegen de faux systèmes van de radicalen. Zelf werden de gematigden dan weer bekritiseerd als een inconsistente tussenpositie tussen rede en geloof, waarmee de Antiverlichting volgens Israel indirect bijdroeg aan de secularisering gewenst door de radicalen. In zijn ogen was de Antiverlichting een natuurlijke reactie op de ideeën van de esprits forts, die van in het prille begin in de 17e eeuw te traceren is en weinig evolutie kende doorheen de tijd, zowel in haar katholieke als in haar protestantse gedaante.

## Antiverlichtingsdenkers
Dit zijn enkele personen die regelmatig bij de Antiverlichting worden ingedeeld:
- Antoine Arnauld (1612-1694), theoloog en jansenist.
- Jacques-Bénigne Bossuet (1627-1704), een Franse bisschop wiens preken een toonbeeld van eloquentie waren.
- Nicolas Malebranche (1638-1715), een priester die cartesiaanse ideeën combineerde met occasionalisme.
- François Fénelon (1651-1715), een aartsbisschop en quiëtist.
- Isaac Papin (1657-1709), een hugenoot wiens interesse in Spinoza omsloeg in verwerping van de rede.
- Jonathan Edwards (1703-1758), puriteins opwekkingsprediker.
- Giambattista Vico (1668-1744), wiens ietwat duistere Scienza nuova (1725) door Berlin voor antimodern wordt gehouden maar door Israel net voor verlicht.
- Jean-Jacques Rousseau (1712-1778), een philosophe die zich keerde tegen zijn vroegere medestanders.[5]
- Edmund Burke (1729-1797), een conservatief die de rede ondergeschikt achtte aan de organisch gegroeide en goddelijk gesanctioneerde traditie. Hij zag de Verlichting als voornaamste oorzaak van de Franse Revolutie, die hij verafschuwde.
- Johann Georg Hamann (1730-1788), geloofsfilosoof.
- Johannes Nepomucenus de Klugmann (1734-1791), auteur van de Fakkel van het oud en alleen waer geloof.
- François-Xavier de Feller (1735-1802), ultramontaans jezuïet die les philosophes aanviel in zijn Journal historique et littéraire.
- Augustin Barruel (1741-1820), jezuïet en verspreider van samenzweringstheorieën.
- Friedrich Heinrich Jacobi (1743-1819), een filosoof die de term nihilisme bedacht om de Verlichting te karakteriseren.
- Johann Gottfried Herder (1744-1803), die het individuele gelijkheidsideaal en het vooruitgangsidee verwierp en de noties cultuur en volksgeest als hoogste doel zag.
- Joseph de Maistre (1753-1821), die voorzienigheid en natie centraal stelde in zijn denken.[6]
- Thomas Carlyle (1795-1881), schrijver die heldenverering en traditionalisme voorstond.
- Isaäc da Costa (1798-1860) publiceerde in 1823 Bezwaren tegen den Geest der Eeuw.
- Ernest Renan (1823-1892), die de Franse "decadentie" weet aan democratie, individualisme en materialisme.
- Friedrich Nietzsche (1844-1900), filosoof "met de hamer" die het humanisme en de menselijke maakbaarheid afwees.
- Maurice Barrès (1862-1923)
- Charles Maurras (1868-1952)
- C. G. Jung (1875-1961),
- Georges Bataille (1897-1962)
- Hans-Georg Gadamer (1900-2002)
- Maurice Blanchot (1907-2003)
- Michel Foucault (1926-1984)

## Voetnoten
1. ↑  Jean Zaganiaris, Qu'est-ce que les « Contre-Lumières » ?, in: Raisons politiques, 2009, nr. 3, p. 167-183
2. ↑  Friedrich Nietzsche, Nachgelassene Fragmente, 1876 bis Winter 1877-1878, in: id., Menschliches, Allzumenschliches (= Kritische Gesamtausgabe, vol. 4-2), 1967, p. 478
3. ↑  Ico Maly, De hedendaagse antiverlichting, 2018, p. 22-23
4. ↑  Jonathan Israel, Enlightenment Contested. Philosophy, Modernity, and the Emancipation of Man, 1670-1752, 2006, p. 35-40
5. ↑  Graeme Garrard, Rousseau's Counter-Enlightenment. A Republican Critique of the Philosophes, 2003
6. ↑  Les Soirées de Saint-Pétersbourg, ou Entretiens sur le gouvernement temporel de la Providence, 1821